# Morogoro
Morogoro  este un oraș  în  Tanzania. Este reședința  regiunii Morogoro.